# Laponia
Laponia (sau Sápmi ) este o regiune etnică și culturală în nordul Europei, locuită în mod tradițional de poporul sami.
Peisajul arctic din Laponia a fost înscris în anul 1996 pe lista patrimoniului cultural mondial UNESCO.

## Geografie
Laponia este localizată in nordul Europei și se întinde pe teritoriul a patru state: Norvegia, Suedia, Finlanda, Rusia. Majoritatea teritoriului se găsește la nord de Cercul Polar. Coasta vestică este constituită din fiorduri, văii adânci, munți și ghețari iar altitudinea maximă o atinge Muntele Kebnekaise (2111 m) în Suedia. Mergând spre est relieful este caracterizat de o câmpie joasă cu multe mlaștini și lacuri, cel mai important fiind Lacul Inari din Finlanda. Extremitatea estică este dominată de tundră.

## Clima
Clima este subarctică iar vegetația este saracă exceptând zona sudică acoperită de păduri dese.

## Diviziuni
Laponia se întinde pe teritoriul a patru state: 
- Zona de domiciliu a laponilor în Provincia Laponia în Finlanda
- Finnmark - regiune a Norvegiei
- Nordland - regiune a Norvegiei
- Nord-Trøndelag - regiune a Norvegiei
- Troms - regiune a Norvegiei
- Murmansk - regiune a Rusiei
- Jämtlands län - regiune a Suediei
- Norrbottens län - regiune a Suediei
- Västerbottens län - regiune a Suediei

## Trivia
În tradiția populară se zice că Moș Crăciun își are reședința în Laponia, unde trăiește, iarna, pe Muntele Ureche, din ținutul Savukoski, între Finlanda și Rusia, iar vara, pe insula Christmas.